# Kleio Valentien
Kleio Valentien, född 15 januari 1986, är en amerikansk porrskådespelare.

## Karriär
Valentien började som nakenmodell för en konstklass i Austin. 2009 började Valentien synas på hemsidan GodsGirls samt gjorde sin porrdebut för Burning Angel.
Hon använde till en början mononymen Kleio som sitt artistnamn. Senare utökades artistnamnet till "Kleio Valentien".

## Priser och nomineringar
| År   | Pris             | Resultat  | Kategori | Film                                         |
| ---- | ---------------- | --------- | --- | -------------------------------------------- |
| 2011 | AVN Award        | Nominerad | Best All-Girl Group Sex Scene (med Joanna Angel, Kylee Kross & Dana DeArmond)                                   | Bartenders                                   |
| 2011 | AVN Award        | Nominerad | Best POV Sex Scene                                                                                              | POV Punx 3                                   |
| 2014 | AVN Award        | Nominerad | Best Girl/Girl Sex Scene (med Skin Diamond)                                                                     | The Walking Dead: A Hardcore Parody          |
| 2014 | AVN Award        | Nominerad | Best Group Sex Scene (med Joanna Angel, Larkin Love, Arabelle Raphael, Danny Wylde, Tommy Pistol & Wolf Hudson) | The Walking Dead: A Hardcore Parody          |
| 2014 | AVN Award        | Nominerad | Most Outrageous Sex Scene                                                                                       | Evil Head                                    |
| 2015 | AVN Award        | Nominerad | Best Three-Way Sex Scene - B/B/G (med Bill Bailey & Tyler Knight)                                               | Captain America XXX: An Axel Braun Parody    |
| 2015 | NightMoves Award | Vann      | Best Ink (Editor's Choice)                                                                                      | i.u.                                         |
| 2016 | AVN Award        | Nominerad | Best Boy/Girl Sex Scene (med Seth Gamble)                                                                       | Axel Braun's Inked                           |
| 2016 | AVN Award        | Vann      | Best Supporting Actress                                                                                         | Batman v Superman XXX: An Axel Braun Parody  |
| 2016 | AVN Award        | Nominerad | Best Three-Way Sex Scene - G/G/B (med Aiden Ashley & Brendon Miller)                                            | Batman v Superman XXX: An Axel Braun Parody  |
| 2016 | AVN Award        | Nominerad | Female Performer of the Year                                                                                    | i.u.                                         |
| 2016 | XBIZ Award       | Nominerad | Best Supporting Actress                                                                                         | Batman v. Superman XXX: An Axel Braun Parody |
| 2016 | XBIZ Award       | Nominerad | Best Sex Scene – Parody Release (med Aiden Ashley & Brendon Miller)                                             | Batman v. Superman XXX: An Axel Braun Parody |
| 2017 | AVN Award        | Vann      | Best Actress | Suicide Squad XXX: An Axel Braun Parody      |
| 2019 | XBIZ Award       | Vann      | Best Sex Scene - Clip Site                                                                                      | Britney and Kleio                            |